# یواس‌اس اویسا (اس‌پی-۶۵۹)
یواس‌اس اویسا (اس‌پی-۶۵۹) (به انگلیسی: USS Owaissa (SP-659)) یک کشتی بود که طول آن ۷۷ فوت ۹ اینچ (۲۳٫۷۰ متر) بود. این کشتی در سال ۱۹۱۲ ساخته شد.